# كوسة رز (بايين خيابان ليتكوة)
کوسة رز (بالفارسية: کوسه‌رز) هي قرية تقع في إيران في قسم بایین خیابان لیتکوة الريفي. يقدر عدد سكانها بـ 572 نسمة بحسب إحصاء 2016.